# Dennis Geiger (Fußballspieler, 1998)
Dennis Geiger (* 10. Juni 1998 in Mosbach) ist ein deutscher Fußballspieler. Der zentrale Mittelfeldspieler steht beim Bundesligisten TSG 1899 Hoffenheim unter Vertrag und ist ehemaliger deutscher Nachwuchsnationalspieler.

## Karriere

### Vereine
Geiger wuchs in Robern auf und hat eine Schwester. Er wechselte 2009 vom SV Alemannia Sattelbach ins Nachwuchsleistungszentrum der TSG 1899 Hoffenheim. In Hoffenheim durchlief er daraufhin bis zum Ende der Spielzeit 2015/16 die verschiedenen Altersklassen der Nachwuchsmannschaften. In seinem letzten Jahr im Jugendbereich der TSG konnte Geiger mit der U19-Auswahl die Meisterschaft in der A-Junioren Bundesliga Süd/Südwest gewinnen. Außerdem erreichten sie auch das Finale in der Endrunde um die deutsche A-Junioren-Meisterschaft, welches man allerdings in der heimischen Rhein-Neckar-Arena mit 3:5 gegen Borussia Dortmund verlor.
In der Spielzeit 2016/17 spielte Geiger für die zweite Mannschaft der TSG in der Regionalliga Südwest und absolvierte in diesem Jahr 25 Spiele und erzielte dabei fünf Tore.
Sein Pflichtspieldebüt für die erste Mannschaft gab Geiger am 12. August 2017 beim 1:0-Sieg im DFB-Pokal gegen den FC Rot-Weiß Erfurt. Am 19. August 2017 spielte er beim 1:0-Heimsieg gegen Werder Bremen auch erstmals in der Bundesliga. Sein erstes Bundesliga-Tor erzielte Geiger am 23. September 2017 beim 2:0-Heimsieg gegen den FC Schalke 04. In dieser Zeit kam er bereits regelmäßig zum Einsatz. Später wurde er mehrfach durch längere Verletzungsphasen zurückgeworfen, konnte sich aber meist wieder als Stammspieler etablieren.

### Nationalmannschaft
Geiger spielte ab der U15 für Jugendnationalmannschaften des Deutschen Fußball-Bundes. Mit der U17-Auswahl nahm er im Mai 2015 an der U17-Europameisterschaft in Bulgarien teil. Im Turnier kam er zweimal zum Einsatz und wurde mit seiner Mannschaft Vize-Europameister. Im Juli 2017 stand Geiger im deutschen Kader für die U19-Europameisterschaft in Georgien und wurde im Turnier, das Deutschland bereits nach der Gruppenphase beendete, dreimal eingesetzt. Von 2019 bis 2020 stand er fünfmal für die U21-Nationalmannschaft auf dem Platz.

## Erfolge
TSG 1899 Hoffenheim
- Meister der A-Junioren Bundesliga Süd/Südwest: 2015/16

Nationalmannschaft
- Vize-U17-Europameister: 2015